# Neuville-lès-Lœuilly
Neuville-lès-Lœuilly is een plaats en voormalige gemeente in het Franse departement Somme in de regio Hauts-de-France en telt 108 inwoners (2004). De plaats maakt deel uit van het arrondissement Amiens.

## Geschiedenis
Neuville-lès-Lœuilly is op 1 januari 2019 gefuseerd met de gemeenten Lœuilly en Tilloy-lès-Conty tot de gemeente Ô-de-Selle. 

## Geografie
De oppervlakte van Neuville-lès-Lœuilly bedraagt 3,2 km², de bevolkingsdichtheid is 33,7 inwoners per km².
De onderstaande kaart toont de ligging van Neuville-lès-Lœuilly met de belangrijkste infrastructuur en aangrenzende gemeenten.

## Demografie
Onderstaande figuur toont het verloop van het inwonertal.